# In The Zone
„In The Zone“ е четвъртият студиен албум на американската поп певица Бритни Спиърс, издаден на 12 ноември 2003 г. Албумът достига номер 1 в класацията за албуми „Билборд 200“. Албумът има общи подажби от 10 милиона копия в света.

## Списък на песните

### Оригинален траклист
1. Me Against the Music (с Мадона) – 3:44
2. (I Got That) Boom Boom (с Ин Янг Туинс) – 4:51
3. Showdown – 3:17
4. Breathe on Me – 3:43
5. Early Mornin' – 3:45
6. Toxic – 3:21
7. Outrageous – 3:21
8. Touch of My Hand – 4:19
9. The Hook Up – 3:54
10. Shadow – 3:45
11. Brave New Girl – 3:30
12. Everytime – 3:53
13. Me Against the Music (с Мадона) (Rishi Rich's Desi Kulcha Remix) – 4:33

### Интернационално издание
1. The Answer – 3:55

### Австралийско, Британско и Японско издание
1. Don't Hang Up – 4:01

### DVD-Audio издание
1. Me Against the Music (с Мадона) (видеоклип) – 4:03
2. Toxic (видеоклип) – 3:32
3. Фото галерия
4. Екранни текстове

### Walmart ексклузивно издание
1. I've Just Begun (Having My Fun) – 3:23

### DualDisc издание
1. Toxic (видеоклип) – 3:46
2. Everytime (видеоклип) – 4:16
3. Chris Cox Megamix (7 smash hit videos mixed together) – 3:53

### Китайско издание
1. Me Against the Music (с Мадона) – 3:43
2. Toxic – 3:18
3. Shadow – 3:44
4. Everytime – 3:50
5. Me Against the Music (с Мадона) (Rishi Rich's Desi Kulcha Remix) – 4:29
6. The Answer – 3:56

## Сингли
- Me Against the Music
- Toxic
- Everytime
- Outrageous